# Lespezi, Bacău
Lespezi (în maghiară Lészped) este un sat în comuna Gârleni din județul Bacău, Moldova, România.